# Don't You Forget About Me (livro)
Don't You Forget About Me é o décimo primeiro livro da série Gossip Girl criado por Cecily von Ziegesar. É o último livro escrito por ghost writer da série. Foi lançado em 1 de maio de 2007 nos Estados Unidos.

## Sinopse
Blair e Nate voltam de suas viagens de barco, muito apaixonados, enquanto Serena se esforça para aceitar seus sentimentos por Nate. Blair descobre que sua família está se mudando para Los Angeles, por causa do trabalho de Cyrus e seu pai e seu companheiro Giles adotaram dois gêmeos cambojanos chamados Ping e Pong. Isso deixa Blair irritada e enfurecida, não apenas com a família, mas também com Serena, que não confessou sua carta de amor a Nate. Enquanto isso, Vanessa ainda está tentando lidar com o fato de que Dan era gay e que sua irmã iria se casar com Piotr. A mãe de Dan, Jeanette, vem visitá-lo pela primeira vez em cerca de dez anos, claramente satisfeita com a orientação sexual de seu filho. Ela organiza uma festa de debutante para ele. O pai de Nate, o capitão Archibald, envia-o ao seu antigo mentor, Capitão Chips White, pensando que seu comportamento rígido chegaria até Nate e finalmente o endireitaria. Quando Nate o encontra, ele descobre que o Capitão Chips não era o mentor que seu pai conhecia.
Blair e Serena fazem as pazes, depois que Blair descobre que sua mãe atribuiu Serena e Nate para escolher fotos antigas para sua festa. Enquanto isso, o filme de Serena Breakfast at Fred's tem data de lançamento revelado, revelando os planos de Ken Mogul para uma sequência e outro filme estrelado por Serena, levando Serena a ter idéias diferentes sobre ir a Yale imediatamente. Nate finalmente confessa a Blair que ele não conseguiu o diploma do ensino médio, então ele não iria para Yale com ela. Ele também tem que repetir o último ano para ganhar de volta. Blair fica brava e joga um sapato em Nate, o que leva Nate a correr para Serena. Ela diz a ele que o ama e que estava pensando em adiar sua admissão para Yale. Eles fazem sexo depois de revelarem que estão apaixonados um pelo outro. Greg rompe com Dan, ainda confuso e sexualmente orientado, e Vanessa confunde seu "abraço de adeus" por amor. Ela pede ajuda a Blair com uma reforma, o que Blair, de bom grado, obriga ela a trata para um salão e uma peruca loira, algo que ela usava na festa de despedida de solteira da irmã no bar Coyote Ugly. Vanessa se sente sexy e selvagem no bar e dança na mesa, mas no dia seguinte ela olha para o rosto manchado de maquiagem e volta a ser ela mesma. Blair finalmente se acalma e convence seu pai a falar com o reitor de admissões para Nate. O dia do casamento de Ruby chega. Dan lê seu poema em voz alta para os convidados, mantendo contato visual com Vanessa, estabelecendo que ele não era gay e que ele ainda a amava. Eles compõem a festa de despedida de Blair para todos que vão para a escola no outono no Metropolitan Museum of Art. No dia seguinte, Dan sai para a Evergreen, enquanto Vanessa fica para trás na Universidade de Nova Iorque.
Na festa de despedida, Harold Waldorf diz a sua filha que Nate poderia ir para Yale. Isso deixa Blair feliz, porque todos os seus planos sobre ela e Nate "vivendo felizes para sempre" estão finalmente se tornando realidade. Ela diz a Nate, mas ao vê-la e Serena se abraçarem no final da apresentação de slides de Eleanor, ele faz planos para que ele não continue mais entre a amizade deles. Blair e Serena se encontram na Grand Central, onde Serena confessa que ela disse a Nate que o amava. Antes do trem para New Haven, ambos recebem uma mensagem de texto de Nate, dizendo que ele amava os dois e ia navegar com o Capitão Chips ao redor do mundo. Em vez de brigar com Serena, Blair ri e diz que esse era um final que eles nunca esperavam.